# TRISAT
TRISAT è stato il primo satellite della Slovenia insieme al NEMO-HD, lanciato contemporaneamente. 
Il satellite, del tipo CubeSat, è stato realizzato dall'Università di Maribor e lanciato il 3 settembre 2020 dal Centro spaziale guyanese con un razzo vettore Vega. 
Il satellite ha a bordo una telecamera multispettrale, in grado di rilevare immagini della superficie terrestre nello spettro infrarosso ad onde corte. Questi dati di telerilevamento possono essere utilizzati per valutare i danni sulla vegetazione causati da incendi e disastri naturali e per valutare la presenza di polveri vulcaniche nell'alta atmosfera. Il satellite ha una vita prevista di sei anni.